# Echinarmadillidium cycladicum
Echinarmadillidium cycladicum is een pissebed uit de familie Armadillidiidae. De wetenschappelijke naam van de soort is voor het eerst geldig gepubliceerd in 1995 door Schmalfuss & Sfenthourakis.